# Finale della Coppa UEFA 1973-1974
La finale della 3ª edizione della Coppa UEFA fu disputata in gara d'andata e ritorno tra Tottenham e Feyenoord. Il 21 maggio 1974 al White Hart Lane di Londra la partita, arbitrata dallo svizzero Rudolf Scheurer, finì 2-2.
La gara di ritorno si disputò dopo una settimana al De Kuip di Rotterdam e fu arbitrata dall'italiano Concetto Lo Bello. Il match terminò 2-0 e ad aggiudicarsi il trofeo fu la squadra olandese.

## Le squadre
| Squadre   | Partecipazioni precedenti (il grassetto indica la vittoria) |
| --------- | ----------------------------------------------------------- |
| Feyenoord | Nessuna                                                     |
| Tottenham | 1 (1972)                                                    |

## Il cammino verso la finale
Il Tottenham di Bill Nicholson esordì contro gli svizzeri del Grasshoppers vincendo in casa 5-1 e in trasferta 4-1. Nel secondo turno gli inglesi affrontarono gli scozzesi dell'Aberdeen, battendoli con un risultato complessivo di 5-2. Agli ottavi di finale i sovietici della Dinamo Tbilisi furono sconfitti con un risultato aggregato di 6-2. Ai quarti gli Spurs affrontarono i tedeschi occidentali del Colonia superandoli grazie al 2-1 esterno e al 3-0 in casa. In semifinale i tedeschi orientali del Lokomotive Lipsia furono sconfitti sia all'andata che al ritorno, rispettivamente coi risultati di 2-1 e 2-0.
Il Feyenoord di Wiel Coerver iniziò il cammino europeo contro gli svedesi dell'Öster vincendo con un risultato complessivo di 5-2. Nel secondo turno gli olandesi affrontarono i polacchi del Gwardia Varsavia, battendoli col risultato totale di 3-2. Agli ottavi i belgi dello Standard Liegi furono superati solo grazie alla regola dei gol fuori casa, in virtù della sconfitta per 3-1 e della vittoria per 2-0. Ai quarti di finale i Trots van Zuid affrontarono i polacchi del Ruch Chorzów, e passarono il turno grazie alla vittoria per 3-1 ottenuta ai tempi supplementari. In semifinale i tedeschi occidentali dello Stoccarda persero all'andata 2-1 e pareggiarono al ritorno 2-2.

## Le partite
A Londra va in scena la finale d'andata tra Tottenham, campione nel 1972, e Feyenoord, vincitore della Coppa dei Campioni 1969-1970. Lo spettacolo non si fa attendere e il Tottenham si porta due volte in vantaggio, prima con un bel colpo di testa di Mike England e poi grazie all'autorete di Joop van Daele. I londinesi però vengono due volte riagguantati dal Feyenoord, prima con una magistrale punizione di Willem van Hanegem e poi nel finale di gara da un'incursione di Theo de Jong.
A Rotterdam, otto giorni dopo, sono gli hooligan a togliere la scena al match, tanto da costringere sia il presidente, che l'allenatore del Tottenham a fare annunci per portare alla calma i facinorosi sostenitori del Tottenham. In campo non c'è storia e sul finire della prima frazione il terzino Wim Rijsbergen sfrutta un errore di Pat Jennings e porta i suoi sull'1-0. A cinque dal termine chiude i conti Peter Ressel, innescato dal neoentrato Johan Boskamp. Il club di Rotterdam conquista il secondo trofeo continentale e l'accoppiata scudetto-coppa.

## Tabellini

### Andata
| Arbitro: | Rudolf Scheurer |

|                                  |           |                             |
| England 40’ van Daele 63’ (aut.) | Marcatori | 43’ van Hanegem 84’ de Jong |

| Tottenham | Feyenoord |

|                |    |                |  |     |
|                |    |                |  |     |
| P              | 1  | Pat Jennings   |  |     |
| D              | 2  | Ray Evans      |  |     |
| D              | 3  | Terry Naylor   |  |     |
| C              | 4  | John Pratt     |  |     |
| D              | 5  | Mike England   |  |     |
| D              | 6  | Phil Beal      |  | 80’ |
| C              | 7  | Chris McGrath  |  |     |
| C              | 8  | Steve Perryman |  |     |
| C              | 9  | Martin Peters  |  |     |
| A              | 10 | Martin Chivers |  |     |
| A              | 11 | Ralph Coates   |  |     |
| Sostituzioni:  |    |                |  |     |
| D              | 12 | Mike Dillon    |  | 80’ |
| Allenatore:    |    |                |  |     |
| Bill Nicholson |    |                |  |     |

|              |    |                    |     |
|              |    |                    |     |
| P            | 1  | Eddy Treijtel      |     |
| D            | 2  | Wim Rijsbergen     |     |
| D            | 3  | Joop van Daele     |     |
| D            | 4  | Rinus Israël       |     |
| D            | 5  | Harry Vos          |     |
| C            | 9  | Theo de Jong       |     |
| C            | 7  | Wim Jansen         |     |
| C            | 10 | Willem van Hanegem | 22’ |
| C            | 8  | Peter Ressel       |     |
| A            | 6  | Lex Schoenmaker    |     |
| A            | 11 | Jørgen Kristensen  | 39’ |
|              |    |                    |     |
|              |    |                    |     |
| Allenatore:  |    |                    |     |
| Wiel Coerver |    |                    |     |

### Ritorno
| Arbitro: | Concetto Lo Bello |

|                           |           |  |
| Rijsbergen 43’ Ressel 85’ | Marcatori |  |

| Feyenoord | Tottenham |

|               |    |                   |     |         |
|               |    |                   |     |         |
| P             | 1  | Eddy Treijtel     |     |         |
| D             | 2  | Wim Rijsbergen    |     |         |
| D             | 3  | Joop van Daele    |     |         |
| D             | 4  | Rinus Israël      |     |         |
| D             | 5  | Harry Vos         |     |         |
| C             | 6  | Mladen Ramljak    |     |         |
| C             | 7  | Wim Jansen        |     |         |
| C             | 8  | Theo de Jong      |     |         |
| A             | 9  | Peter Ressel      |     |         |
| A             | 10 | Lex Schoenmaker   |     |         |
| A             | 11 | Jørgen Kristensen | 51’ | 78’     |
| Sostituzioni: |    |                   |     |         |
| C             | 12 | Johan Boskamp     |     | 78’ 88’ |
| A             | 14 | Henk Wery         |     | 88’     |
| Allenatore:   |    |                   |     |         |
| Wiel Coerver  |    |                   |     |         |

|                |    |                |     |     |
|                |    |                |     |     |
| P              | 1  | Pat Jennings   |     |     |
| D              | 2  | Ray Evans      |     |     |
| D              | 3  | Terry Naylor   |     |     |
| C              | 4  | John Pratt     |     | 75’ |
| D              | 5  | Mike England   | 20’ |     |
| D              | 6  | Phil Beal      |     |     |
| C              | 7  | Chris McGrath  |     |     |
| C              | 8  | Steve Perryman |     |     |
| C              | 9  | Martin Peters  |     |     |
| A              | 10 | Martin Chivers |     |     |
| A              | 11 | Ralph Coates   |     |     |
| Sostituzioni:  |    |                |     |     |
| C              | 12 | Phil Holder    |     | 75’ |
|                |    |                |     |     |
| Allenatore:    |    |                |     |     |
| Bill Nicholson |    |                |     |     |